# Mária Gulácsy
Mária Gulácsy-Jármy (Berehove, 27 aprile 1941 – Budapest, 13 aprile 2015) è stata una schermitrice ungherese, specializzata nel fioretto.

## Biografia
Ai mondiali di Buenos Aires 1962 vinse il titolo iridato nel fioretto a squadre, risultato che replicò a Montreal 1967. L'anno precedente a Mosca 1966 vinse l'argento mondiale nella stessa disciplina.
Rappresentò l'Ungheria ai Giochi olimpici estivi di Città del Messico 1968, vincendo la medaglia d'argento nel fioretto a squadre con le connazionali Lídia Dömölky, Ildikó Farkasinszky, Paula Marosi e Ildikó Rejtő.
In carriera vinse anche l'oro alle Universiadi di Budapest 1965 e l'argento a quelle di Porto Alegre 1963.

## Palmarès
- Giochi olimpici

Città del Messico 1968: argento nel fioretto a squadre;
- Mondiali

Buenos Aires 1962: oro nel fioretto a squadre;
Mosca 1966: argento nel fioretto a squadre;
Montreal 1967: oro nel fioretto a squadre;
- Universiadi

Porto Alegre 1963: argento nel fioretto a squadre;
Budapest 1965: oro nel fioretto a squadre;